# Neophema
A fűpapagáj (Neophema) a madarak osztályának papagájalakúak (Psittaciformes) rendjébe a szakállaspapagáj-félék (Psittaculidae) családjába tartozó nem.

## Rendszerezésük
A nemet Tommaso Salvadori írta le 1891-ben, az alábbi 6 faj tartozik ide:
- Narancshasú fűpapagáj (Neophema chrysogaster)
- Aranyosarcú fűpapagáj (Neophema chrysostoma)
- Kékhomlokú fűpapagáj (Neophema elegans)
- Szirti fűpapagáj (Neophema petrophila)
- Ékes fűpapagáj (Neophema pulchella)
- Vörösbegyű fűpapagáj (Neophema splendida)